# Gita Gopinath
Gita Gopinath (Calcutta, 8 dicembre 1971) è un'economista statunitense di origine indiana, Primo Vice Direttore generale del Fondo Monetario Internazionale (FMI) dal 21 gennaio 2022 dopo essere stata dal 2019 al 2022 capo economista del FMI.
Prima di rentrare al FMI, Gopinath ha avuto una carriera accademica ventennale, tra cui presso il dipartimento di economia dell'Università Harvard, dove è stata professoressa di studi internazionali ed economia John Zwaanstra (2005-2022), e professore assistente presso la Booth School of Business dell'Università di Chicago (2001-2005). È anche co-direttrice del programma di finanza internazionale e macroeconomia presso l'Ufficio nazionale di ricerca economica e in precedenza ha lavorato come consigliere economico onorario del primo ministro del Kerala.

## Biografia
Nata a Calcutta, in India, nel dicembre 1971, è la minore di due figlie di T.V. Gopinath e V.C. Vijayalakshmi, entrambi originari di Kannur, Kerala. Suo padre, TV Gopinath, è imparentato con il defunto A.K. Gopalan.

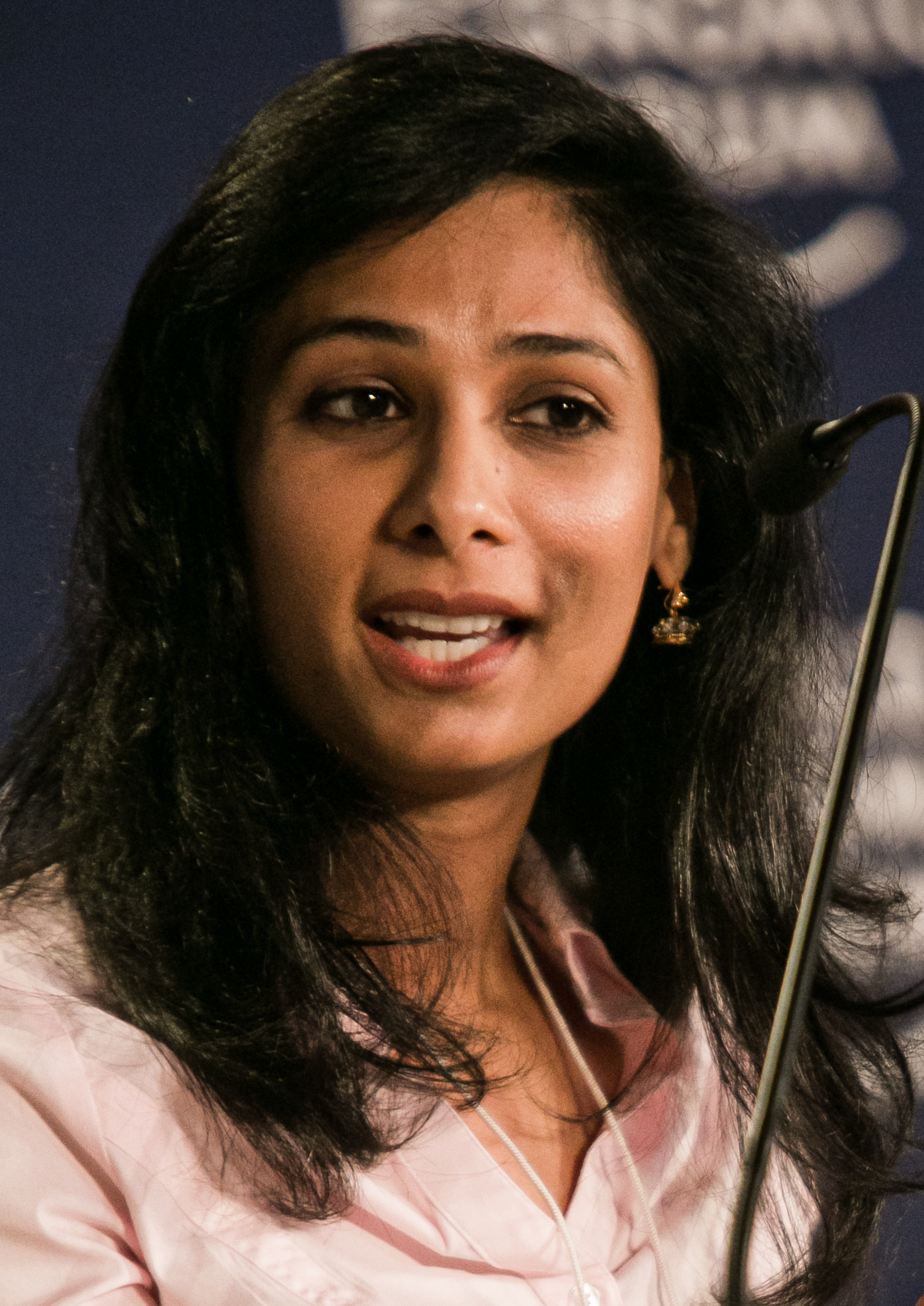
Gita Gopinath nel 2012

Gopinath ha studiato alla Nirmala Convent School di Mysore. Ha conseguito un B.A. dal Lady Shri Ram College for Women della Università di Delhi nel 1992 e un M.A. in economia presso la Delhi School of Economics della Università di Delhi nel 1994. Ha quindi completato un altro M.A. presso l'Università di Washington nel 1996 e ha conseguito un dottorato di ricerca in economia presso la Princeton University nel 2001 con una tesi dal titolo "Tre saggi sui flussi di capitali internazionali: un approccio teorico di ricerca", sotto la supervisione di Ben Bernanke e Kenneth Rogoff. Le fu assegnato il Woodrow Wilson Fellowship Research Award di Princeton mentre svolgeva la sua ricerca di dottorato.
Nell'ottobre 2018, l'amministratore delegato del Fondo monetario internazionale (FMI) Christine Lagarde ha nominato Gita Gopinath consigliere economico e direttore del dipartimento di ricerca del FMI. Nel 2018 è stata eletta membro dell'American Academy of Arts and Sciences e della Econometric Society. 

## Vita privata
Vive a Boston ed è sposata con Iqbal Singh Dhaliwal, direttore esecutivo del Abdul Latif Jameel Poverty Action Lab al Dipartimento di economica del Massachusetts Institute of Technology (MIT), il quale ha cominciato la sua carriera come membro del Servizio pubblico indiano. I due hanno un figlio, Rohil.

## Riconoscimenti
Nel 2017 ha ricevuto il Distinguished Alumnus Award dall'Università del Washington. È stata scelta come Young Global Leader dal World Economic Forum del 2011. Nel 2019 le è stata assegnata dal governo indiano la Pravasi Bharatiya Samman, la più alta onorificenza per personalità di origine indiana che si sono particolarmente distinte nel loro campo di attività.